# Pecöl
Pecöl es un pueblo ubicado en el distrito de Sárvár, en el condado de Vas, Hungría.

## Superficie
Posee una superficie de 17,31 kilómetros cuadrados.

## Demografía
Hasta 2019 la población era de 771 habitantes, con una densidad de población de 44,54 habitantes por kilómetro cuadrado.